# Честь маю
Честь маю — радянський художній фільм 1987 року, знятий на кіностудії «Молдова-фільм».

## Сюжет
У неспокійний час післяреволюційного періоду реакцій і гонінь (1905 рік) студент Кирило забуває на лавці в міському саду заборонену книгу і мимоволі стає винуватцем арешту свого друга. Далекий від політики юнак вважає своїм обов'язком звільнити товариша. Спроба викрасти потяг з арештантами не вдається. Однак Кирило знайомиться з революціонерами і незабаром опиняється в маленькому містечку, де оголошує війну банді чорносотенця Власа Сичова…

## У ролях
- Олександр Кахун — Кирило
- Андрій Болтнєв — Сичов
- Валентин Нікулін — Чорносвистов
- Юрій Дубровін — Ємельянов
- Олег Вавилов — Аліхуров
- Анна Ісайкіна — Даша
- Ірина Феофанова — Оля
- Сергій Тарамаєв — Луговий
- Сергій Реусенко — Барибін
- Максим Суханов — Фиря
- Віктор Уральський — машиніст
- Іон Аракелу — чорносотенець
- Григорій Дунаєв — робітник
- Зінаїда Воркуль — няня Кирила
- Антоніна Бушкова — епізод
- Федір Валіков — учитель
- Валерій Гур'єв — чорносотенець
- Сергій Кирилов — епізод
- Володимир Ляховицкий — епізод
- Микола Троїцький — епізод
- Олександр Смольянинов — епізод
- Володимир Романовський — ентомолог
- Альона Яковлєва — епізод
- Дмитро Філімонов — епізод
- Олександр Горбачов — епізод
- Сергій Нілов — епізод

## Знімальна група
- Режисер — Олег Тулаєв
- Сценаристи — Марк Захаров, Володимир Мотиль
- Оператор — Олександр Майка
- Композитор — Геннадій Трофімов
- Художник — Федір Лупашко